# Старанцано
Старанцано (італ. Staranzano) — муніципалітет в Італії, у регіоні Фріулі-Венеція-Джулія,  провінція Гориція.
Старанцано розташоване на відстані близько 450 км на північ від Рима, 30 км на північний захід від Трієста, 18 км на південний захід від Гориції.
Населення — 7242 особи (2014).

## Демографія
Населення за роками:

Станом на 1 січня 2023 року в муніципалітеті офіційно проживали 462 іноземці з 43 країн, серед них 172 громадяни країн Євросоюзу та 22 громадяни України.

## Сусідні муніципалітети
- Градо
- Монфальконе
- Ронкі-дей-Леджонарі
- Сан-Канціан-д'Ізонцо